# Teucrium heterophyllum
Espèce
Teucrium heterophyllum est une espèce de plantes à fleurs de la famille des Lamiacées et du genre des Germandrées. Elle est endémique de Macaronésie et précisément des îles Canaries et de Madère.

## Dénominations

### Taxinomie et nomenclature
Charles Louis L'Héritier de Brutelle a décrit le premier cette espèce, en 1788, et l'a nommée Teucrium heterophyllum, qui est son nom correct. L'holotype avait été récolté par Francis Masson en 1776,.

### Synonyme
En 1845, Philip Barker Webb et Sabin Berthelot, observant le spécimen ayant servi à L'Héritier pour nommer ce taxon, contestent son classement dans le genre Teucrium et proposent un nouveau nom Poliodendron heterophyllum. Mais ce synonyme homotypique n'est pas accepté aujourd'hui , puisque le classement dans les Teucrium est maintenu.

## Description générale
Teucrium heterophyllum forme un buisson courtement velu de 2  à   3 mètres de hauteur.
Les feuilles tomenteuses, verdâtre à blanc-grisâtre au-dessus et blanc-grisâtre en dessous. Elles sont ovales-lancéolées, obtuses, entières ou crénelées dans la partie supérieure et mesurent 2,5  à   5 centimètres de long sur 0,7  à   2 centimètres de large.
Les fleurs sont verticillées par 2 ou 3, rarement 1 ou 4.

## Sous-espèces
En 2000, Markus von Gaisberg distingue deux sous-espèces grâce à la longueur des trichomes sur les feuilles terminales au moment de la floraison et de ceux présents sur le calice. La longueur de ce dernier est également un critère discriminant. Ces deux taxons sont acceptés.
La sous-espèce hierrense est endémique d'El Hierro. Elle possède des trichomes sur les feuilles longs de 0,25  à   1,25 millimètre et sur les calices de plus  de 1,4 millimètre. De même les calices sont longs de plus de 6 millimètres et les verticilles de quatre fleurs ne sont pas rares.
La sous-espèce brevipilosum possède un calice mesurant généralement moins de 6 millimètres et des trichomes inférieurs à 0,1 millimètre. Elle est présente à Tenerife, Grande Canarie, La Palma, voire La Gomera.
Chez la sous-espèce heterophyllum, le calice mesure plus de 6 millimètres et les trichomes ont une longueur généralement inférieure à 0,1 millimètre.